# Струнний квартет № 4 (Джонстон)
Струнний квартет № 4 або Ascent (укр. Підйом) — четвертий струнний квартет американського композитора Бена Джонстона, написаний 1973 року. Варіації на тему християнського гімну «Чудова ласка».

## Історія створення
Твір написано 1973 року на замовлення струнного квартету Fine Arts Quartet. Він став першим та одним з найяскравіших представників нового підходу Джонстона до написання та сприйняття музики, який було започатковано за два роки до цього. 1970 року Джонстон став католиком, і разом з цим відійшов від написання авангардної музики, близької лише вузькому колу слухачів. Його наміром було «гуманізувати» власну музику, зробити її зрозумілою навіть неспеціалістам, разом з тим залишаючи її досить складною у написанні та виконанні, використовуючи ще складніші концепції та музичні строї, ніж раніше. Першими зразками цього підходу стали хорові твори Rose та Mass, написані 1971 року, але саме Струнний квартет № 4 став квінтесенцією нових поглядів Джонстона, та ретроспективно став вважатися однією з його найвідоміших робіт.
Четвертий квартет є набором варіацій на тему християнського гімну «Чудова ласка» (англ. Amazing Grace). Попри те, що він був написаний на замовлення Fine Arts Quartet як незалежний твір, Джонстон створював його таким чином, щоб його можна було б виконувати як окремо, так і в парі з його попереднім Струнним квартетом № 3 (1966), який також складався з однієї частини. Це поєднання було символічним для композитора та відображало зміну його життєвих поглядів. Ще з середини 1960-х років Джонстон мав проблеми із психічним здоров'ям, а його затяжні періоди депресії виявлялися найбільш продуктивними з погляду творчості. Поєднання третього та четвертого квартету мало відображати відхід Джонстона від серіальної техніки до створення тональної музики із використанням розширеного чистого строю; ці наміри також було описано в його науковій статті «Tonality Regained» 1971 року.
Прем'єра Струнного квартету № 4 відбулася 21 квітня 1974 року в нью-йоркському Carnegie Recital Hall у виконанні Fine Arts Quartet. Вже у серпні в журналі High Fidelity / Musical America з'явилася критична рецензія Ендрю де Рена. Після цього квартет виконувався неодноразово (зокрема, друге виконання датовано вже 28 квітня 1974 року, Чикаго); так само неодноразово з'являлися відгуки в популярних та академічних виданнях: The New York Times (1976), High Fidelity / Musical America (1976), Perspectives of New Music (1983) та інших. Але перше виконання «подвійного квартету» відбулося 15 березня 1976 року, в день п'ятдесятиріччя Бен Джонстона. Конкорд-квартет виконав третій та четвертий квартет під спільною назвою Crossings в концертній залі Alice Tully Hall в нью-йоркського Лінкольн-центру (третій квартет було виконано вперше). За словами Джонстона, Crossings можна вважати як диптихом (Verging, The Ascent), так і триптихом (Verging, The Silence, The Ascent), якщо враховувати тишу в 1-2 хвилини між частинами.

## Музикознавчий аналіз
Струнному квартету № 4 присвячена стаття Ренделла Шінна, колишнього студента Бена Джонстона, опублікована в журналі Perspectives of New Music 1977 року. Його аналіз також увійшов до першої монографії, присвяченої творчості Бена Джонстона, виданої Хайді фон Гунден 1986 року. Аналіз твору, а також обставини його створення детально описані в збірці робіт Бена Джонстона, опублікованій 2006 року редактором Бобом Гілмором.
Основною відмінністю Струнного квартету № 4 від Струнного квартету № 3 є відхід від технік серіалізму і повернення до написання тональної музики. Хоча обидва квартети написано не в рівномірно-темперованому, а в розширеному чистому строї, четвертий квартет є набагато складнішим: він використовує сьомі обертони, також містить поліритми та метричні модуляції. Оглядач газети The New York Times Джон Рокуелл назвав його «набором ритмічно складних варіацій старовинного гімну „Чудова ласка“, в якому гармонічний контекст пливе та зміщується разом зі змінами строю», а індійський музикант Пран Нат порівняв із «голосами ангелів».
Хоча четвертий квартет формально не розбитий на частини, він складається з послідовних відмінних варіацій, кожна з яких я складнішою за попередню.
1. Перша варіація містить пентатонічну мелодію в тональності соль мажор, в піфагорійському строї, побудованому за допомогою чистих квінт.
2. В другій ритм змінюється, з'являються поліритми 3/2, 9/16 та 27/32[10].
3. В третій частині попри збереження тональності (соль мажор), змінюється стрій — з піфагорейського на чистий стрій (5-limits intonation або птолемеєв стрій), в якому відношення між висотами нот будується за допомогою простих чисел 2, 3, 5; ці ж числа використовуються для опису ритмічного малюнку, який містить поліритми 1/1, 3/2 та 5/4.
4. Четверта варіація ще ускладнює відношення між нотами: у формулах з'являється просте число 7, це додає до музики «блюзове» звучання.
5. П'ята варіація використовує інтервали, що відображаються як 36/35, і містить аналогічні ритмічні малюнки[11].
6. В шостій варіації Джонстон «віддзеркалює» висоти звуків, створюючи таким чином замість 12-тонового мажорного 12-тоновий мінорний звукоряд.
7. В сьомій варіації використовуються обидва 12-тонових звукоряди: мажорний та мінорний.
8. Восьма варіація використовує 22-тоновий звукоряд та поліритми 5/4, 3/2 та 7/8.
9. В останній, дев'ятій варіації, автор послідовно спрощує строй: починає з 12-тонового мажорного звукоряду, потім використовує 7-тоновий мажор, та закінчує твір на чистій квінті[12].

## Видання
Струнний квартет № 4 є одним з найбільш популярних творів Джонстона, і неодноразово виходив на грамофонних платівках або компакт-дисках у виконанні різних ансамблів.
- Fine Arts Quartet[en], що був замовником твору, включив його до свого альбому 1980 року разом із квартетами Джона Дауні[en] та Рут Кроуфорд Сігер[en][13].
- Kronos Quartet записав четвертий квартет та випустив його під назвою «Amazing Grace» на своєму альбомі 1987 року.
- Kepler Quartet витратив чотирнадцять років на запис всіх десяти струнних квартетів Бена Джонстона. Перший з трьох компакт-дисків серії вийшов 2006 року та містив струнні квартети № 2, 3, 4 та 9.